# 파르바우티
파르바우티(고대 노르드어: Fárbauti)는 노르드 신화에 등장하는 요툰으로, 라우페위의 남편이자 로키, 헬블린디, 뷜레이스트의 아버지이다. 《신 에다》에서 언급된다.